# Achaemenes kampalensis
Achaemenes kampalensis är en insektsart som beskrevs av Van Stalle 1989. Achaemenes kampalensis ingår i släktet Achaemenes och familjen kilstritar. Inga underarter finns listade i Catalogue of Life.